# Upper Madawaska River Provincial Park
Upper Madawaska River Provincial Park är en park i Kanada.   Den ligger i provinsen Ontario, i den sydöstra delen av landet, 190 km väster om huvudstaden Ottawa. Upper Madawaska River Provincial Park ligger 352 meter över havet.
Terrängen runt Upper Madawaska River Provincial Park är huvudsakligen platt, men åt nordost är den kuperad. Upper Madawaska River Provincial Park ligger nere i en dal. Trakten runt Upper Madawaska River Provincial Park är nära nog obefolkad, med mindre än två invånare per kvadratkilometer.. 
I omgivningarna runt Upper Madawaska River Provincial Park växer i huvudsak blandskog.